# Гамбароньйо (Тічино)
Гамбароньйо (італ. Gambarogno) — громада  в Швейцарії в кантоні Тічино, округ Локарно.

## Географія
Громада розташована на відстані близько 140 км на південний схід від Берна, 18 км на захід від Беллінцони.
Гамбароньйо має площу 51,8 км², з яких на 8,5% дозволяється будівництво (житлове та будівництво доріг), 9,2% використовуються в сільськогосподарських цілях, 75,8% зайнято лісами, 6,5% не є продуктивними (річки, льодовики або гори).

## Демографія
2019 року в громаді мешкало 5136 осіб (+5,1% порівняно з 2010 роком), іноземців було 21,5%. Густота населення становила 99 осіб/км².
За віковим діапазоном населення розподілялося таким чином: 17,2% — особи молодші 20 років, 58,9% — особи у віці 20—64 років, 24% — особи у віці 65 років та старші. Було 2371 помешкань (у середньому 2,1 особи в помешканні).
Із загальної кількості 2366 працюючих 83 було зайнятих в первинному секторі, 841 — в обробній промисловості, 1442 — в галузі послуг.